# Metorthocheilus
Metorthocheilus is een geslacht van vlinders van de familie Uraniavlinders (Uraniidae), uit de onderfamilie Epipleminae.

## Soorten
- M. emarginata Hampson, 1891
- M. excisa Hampson